# 200 mètres féminin aux Jeux olympiques d'été de 1960 (athlétisme)
Navigation
Melbourne 1956 Tokyo 1964
L'épreuve du 200 mètres féminin aux Jeux olympiques de 1960 s'est déroulée les 3 et 5 septembre 1960 au Stade olympique de Rome, en Italie.  Elle est remportée par l'Américaine Wilma Rudolph.

## Faits marquants
28 concurrentes représentant 18 nations participent à l'épreuve.
L'Américaine Wilma Rudolph, favorite après son record du monde du 200 mètres en 22 s 9 établi en juillet lors des championnats des États-Unis, venait de plus de remporter le titre olympique sur le 100 mètres. Elle bat le record olympique en séries dans le temps de 23 s 2 (23 s 30 électrique). Le surlendemain, les demi-finales et la finale sont courues par un fort vent de travers, ce qui augmente les temps des concurrentes d'environ une seconde. Rudolph remporte sa demi-finale en 23 s 7 devant l'Allemande Jutta Heine et la championne d'Europe en titre Barbara Janiszewska, puis la finale, devant l'Allemande, la Britannique Dorothy Hyman complétant le podium.

## Records avant compétition
Avant cette compétition, les records dans cette discipline étaient les suivants : 
| Record du monde  | Wilma Rudolph (USA)                         | 22 s 9 | Corpus Christi     | 9 juillet 1960                   |
| Record olympique | Marjorie Jackson (AUS) Betty Cuthbert (AUS) | 23 s 4 | Helsinki Melbourne | 25 juillet 1952 30 novembre 1956 |

## Résultats

### Séries
Les 2 premières de chaque série se qualifient pour les demi-finales.

### Demi-finales
Les 3 premières de chaque série se qualifient pour la finale.
| Rang | Athlète               | Pays                       | Temps   | Notes |
| ---- | --------------------- | -------------------------- | ------- | ----- |
| 1    | Wilma Rudolph         | États-Unis                 | 23 s 79 | Q     |
| 2    | Jutta Heine           | Équipe unifiée d’Allemagne | 24 s 15 | Q     |
| 3    | Barbara Janiszewska   | Pologne                    | 24 s 36 | Q     |
| 4    | Norma Croker-Fleming  | Australie                  | 24 s 44 |       |
| 5    | Jenny Smart           | Grande-Bretagne            | 24 s 74 |       |
| 6    | Valentina Maslovskaya | Union soviétique           | 24 s 77 |       |
| 7    | Catherine Capdevielle | France                     | 25 s 04 |       |

| Rang | Athlète            | Pays                       | Temps   | Notes |
| ---- | ------------------ | -------------------------- | ------- | ----- |
| 1    | Giuseppina Leone   | Italie                     | 24 s 69 | Q     |
| 2    | Dorothy Hyman      | Grande-Bretagne            | 24 s 78 | Q     |
| 3    | Mariya Itkina      | Union soviétique           | 24 s 81 | Q     |
| 4    | Gisela Birkemeyer  | Équipe unifiée d’Allemagne | 25 s 05 |       |
| 5    | Lucinda Williams   | États-Unis                 | 25 s 14 |       |
| 6    | Celina Jesionowska | Pologne                    | 25 s 45 |       |
| -    | Halina Richter     | Pologne                    | DNS     |       |

### Finale
| Rang               | Athlète             | Pays                       | Temps   | Notes |
| ------------------ | ------------------- | -------------------------- | ------- | ----- |
| Médaille d'or      | Wilma Rudolph       | États-Unis                 | 24 s 13 |       |
| Médaille d'argent  | Jutta Heine         | Équipe unifiée d’Allemagne | 24 s 58 |       |
| Médaille de bronze | Dorothy Hyman       | Grande-Bretagne            | 24 s 82 |       |
| 4                  | Mariya Itkina       | Union soviétique           | 24 s 85 |       |
| 5                  | Barbara Janiszewska | Pologne                    | 24 s 96 |       |
| 6                  | Giuseppina Leone    | Italie                     | 25 s 01 |       |